# Яковлев, Валентин Николаевич
Валентин Николаевич Яковлев (22 сентября 1892, Сумы — 25 октября 1918, Красноярск) — один из руководителей борьбы за советскую власть в Сибири, председатель Енисейского Совета, заместитель председателя губисполкома, член Центросибири.

## Биография
Валентин Николаевич Яковлев родился 22 сентября 1892 г. в дворянской семье. С 1910 г. учился в Харьковском технологическом институте. В 1912 г. вступил в РСДРП.
2-4 ноября 1914 года в Озерках, около Петрограда, проходило Всероссийское совещание большевистской фракции IV Государственной думы и представителей местных партийных организаций. Харьковскую организацию представлял В. Н. Яковлев. Избран секретарём этого совещания. По доносу провокатора царская охрана арестовала всех участников конференции. В 1915 г. В. Н. Яковлев был сослан и приговорен к вечному поселению в Туруханском районе Енисейской губернии.
После Февральской революции 1917 г. был отозван в Красноярск.
С марта 1918 г. В. Н. Яковлев — председатель Енисейского уездного исполнительного комитета Совета рабочих и солдатских депутатов, член Сибирского районного бюро ЦК, Красноярского районного бюро РСДРП(б), Среднесибирского областного бюро, председатель Красноярского комитета, уполномоченный ЦК РСДРП(б) по Средней Сибири, один из редакторов газеты «Сибирская правда».
В 1918 член Центросибири, председатель Енисейского губернского СНХ, заместитель председателя губисполкома.
25 октября 1918 г. в 3 часа ночи В. Н. Яковлев был осужден к расстрелу чехословацким военно-полевым судом при эшелоне № 49 в Красноярске вместе с Дубровинским, Парадовским, Белопольским и Вейнбаумом. Всем осуждённым вменялось убийство чехов, а также агитация против чехов среди враждебных им военнопленных — немцев и венгров. На суде в качестве вещественного доказательства использовались статьи в советских газетах, в которых обвиняемые призывали жителей губернии бороться с чехословаками, как с силой, несущей в себе возрождение прежнего режима. Через час после вынесения приговоры все осужденные были расстреляны..

## Память
Именем Валентина Николаевича Яковлева названа улица в Железнодорожном районе Красноярска.